# Jim Lee Howell
(en) Statistiques sur pro-football-reference
James Lee Howell (né le 27 septembre 1914 - mort le 4 janvier 1995) est un entraîneur américain de football américain connu pour avoir entraîné les Giants de New York dans les années 1960.
Après avoir joué pour la franchise de New York en tant que joueur dans les années 1940, il y retourne en 1954 comme entraîneur principal. Il recrute alors Vince Lombardi comme coordinateur offensif et Tom Landry coordinateur défensif, deux futurs entraîneurs de légende de la National Football League. Il remporte le titre de champion NFL en 1956 en battant les Bears de Chicago de George Halas sur le score de 47 à 7. Lors de sa carrière avec les Giants, il remporte 63 % de ces rencontres, sélectionne et entraîne des futurs joueurs du Pro Football Hall of Fame : Sam Huff, Andy Robustelli, Rosey Brown, Emlen Tunnell, Frank Gifford et Don Maynard. Malgré les succès, son style de jeu conservateur et défensif n'est pas apprécié des spectateurs. Howell reste dans la franchise des Giants comme directeur des joueurs jusqu'à sa retraite en 1981.